# Aminocarb
Aminocarb ist eine chemische Verbindung aus der Gruppe der Carbamate.

## Gewinnung und Darstellung
Aminocarb kann durch Reaktion von 4-Dimethylamino-3-methylphenol mit Methylisocyanat gewonnen werden.

## Eigenschaften
Aminocarb ist ein farbloser Feststoff, der wenig löslich in Wasser ist.

## Verwendung
Aminocarb wird als nicht systemisches Insektizid verwendet.